# Dendroblatta alvarengai
Dendroblatta alvarengai är en kackerlacksart som beskrevs av Rocha e Silva och Fraga 1976. Dendroblatta alvarengai ingår i släktet Dendroblatta och familjen småkackerlackor. Inga underarter finns listade i Catalogue of Life.